# اندربی
longitudeاندربیlatitudeاندربی
اندربی (به انگلیسی: Anderby) یک روستا و بلوک شهری در بریتانیا است که در انگلستان واقع شده‌است.

## خصوصیات
اندربی ۳۳۵ نفر جمعیت دارد.